# 甲府戦争
甲府戦争（こうふせんそう）は、1962年（昭和37年）10月9日から起った鶴政会（のちの稲川会）と加賀美一家との暴力団抗争事件。

## 甲府戦争の経緯

### 抗争の発端
1962年10月7日、鶴政会横須賀一家の組員であった川上三喜が、山梨県東八代郡石和町の石和温泉に家族旅行に出かけた。その後、家族を帰してから甲府市に向かい元川上三喜の若衆だった内東高宏らと再会。10月9日の午前0時過ぎには甲府市のキャバレー「夢の花」で、川上と彼の若衆8人更に内東ら元若衆3人と飲んでいた。彼らは「夢の花」を出ると、加賀美一家組員30人ほどに取り囲まれ、数組に切り離されて近くの路地に連行された。この場は加賀美一家の代貸し・長崎雄一が事務所から出てきて組員を引き上げさせたが、川上の若衆1人が近くの公衆電話から横須賀一家組事務所に『川上三喜が地元の暴力団に拉致された』と間違って報告。石井総長は不在であったものの、代貸しの村岡正は、稲川裕紘ら横須賀一家組員70人ほどを集めて、車で甲府市に向かうよう指示した。10月10日朝、稲川裕紘ら横須賀一家組員70人が甲府市に到着。川上は、応援に来た稲川らに対して「川上三喜自身で報復する。報復に失敗したら、稲川裕紘ら横須賀一家組員70人で、加賀美一家を襲って欲しい」と依頼した。

### 加賀美襲撃
翌10月11日朝、川上・内東と川上の若衆2人が加賀美猛の経営する加賀美土建の事務所の向かいに車を止めて、加賀美猛が出社するのを待ち伏せた。午前9時55分頃に加賀美が事務所に入ると、川上と内東はイタリア製22口径ベレッタを持って事務所に入り、川上は加賀美に向かって銃弾3発を撃った。内東は加賀美土建の者に向かって拳銃を構え、加賀美土建の者が動けないようにした。加賀美は、事務所のスコップと灰皿を投げつけながら事務所の裏口から逃走したが、川上は加賀美を追って、発砲し続けた。加賀美は腹に3発の銃弾を受け事務所裏のコンクリートの上で倒れたが、既に川上は8発全部を撃っていたので止めを刺すことが出来ず、事務所の隣の病院に運ばれて何とか一命を取りとめた。
川上と内東は事務所の向かいに止めていた車に乗り、石和温泉に逃走。警察は非常線を張ったものの、二人の乗った車は非常線を巧みにやり過ごした。川上三喜は、石和温泉に到着すると石井隆匡に電話を入れ、石井から直ちに横須賀に引き上げるように二人に命じられた。だが二人が戻って、加賀美が生きていたことが石井の口から伝わると、その翌日に川上と内東は横須賀警察署に自首した。

### 抗争の結果
川上・内東が横須賀警察署に自首した翌日、鶴政会林一家・林喜一郎総長は加賀美の入院している病院を訪ね、ヤクザからの引退を迫った。加賀美はその場で「堅気になるかどうかは、3日後に返事する」と答え、3日後に甲府市の土建業者社長から熱海市の稲川裕芳を通じて引退することを表明した。稲川裕芳は、石井と林を熱海市の稲川裕芳邸に呼び、加賀美の引退を伝えると共に加賀美一家への攻撃を中止するように命じた。
稲川裕芳は、甲府市の加賀美の縄張りを石井隆匡に任せ、その後加賀美一家の代貸しだった長崎と穴切遊郭の愚連隊「穴切りグループ」の首領・小森敬介を横須賀市に呼び寄せ、二人を兄弟分にさせて甲府市の代貸しに据えた。
川上は、殺人未遂で懲役15年の求刑を受け、懲役12年の実刑判決を受けた。内東は、殺人未遂で懲役10年の求刑を受け、懲役8年の実刑判決を受けた。川上と内東が加賀美を襲撃した際、加賀美土建の向かいで車の中で待機していた川上の若衆2人については、1人が懲役8年の求刑を受け、懲役5年の実刑判決を受け、もう1人は懲役6年の求刑を受け、懲役4年の実刑判決を受けた。

## 註
1. ↑  大下英治の小説『修羅の群れ』、また内容を実名に直したドキュメント『首領　昭和闇の支配者　三巻』では猛だが、新聞、裁判資料、山平重樹の『最強の経済ヤクザと呼ばれた男 稲川会二代目会長石井隆匡の生涯』は加賀美章で加賀美猛ではない
2. ↑  その一方で甲府市に応援に来た横須賀一家組員15人は、車で横須賀に変える途中で検問に引っ掛かり逮捕された。稲川裕紘らは検問を避けるために電車で横須賀に帰ったので、何とか逮捕を免れている。
3. ↑  但し、これは川上三喜が出所するまでの暫定的な措置だった。